# Jungmand
Jungmand (ungmand) er en ung sømand med mindst ét års sejltid som dæksdreng. Man kan sige, at han er andensårslærling. Efter 1 års sejltid som jungmand kan han mønstre ud som letmatros.
| Job | Spire Denne artikel om et job eller en stillingsbetegnelse er en spire som bør udbygges. Du er velkommen til at hjælpe Wikipedia ved at udvide den. |